# Białe Błoto (województwo pomorskie)
Białe Błoto – osada borowiacka w Polsce położona w województwie pomorskim, w powiecie chojnickim, w gminie Chojnice na zachodnim krańcu Tucholskiego Parku Krajobrazowego i nad zachodnim brzegiem jeziora Śpierewnik. Osada jest częścią składową sołectwa Lotyń.
W latach 1975–1998 miejscowość administracyjnie należała do województwa bydgoskiego.
Na mapie Rzeszy Niemieckiej z 1893 osada nosiła nazwę Weissbruch.
W miejscowości ma swoją siedzibę Stacja Archeologiczna Uniwersytetu Łódzkiego w Białych Błotach, która jest terenową bazą Instytutu Archeologii Uniwersytetu Łódzkiego. Powstała ona w 1974, jej pracownicy prowadzili badania m.in. na terenie grodziska w Raciążu, w Gockowicach, Ostrowitem, Chojnicach i Tucholi. Znaleziska z tych wykopalisk znajdują się na wystawie, dostępnej dla gości Stacji. Działa w niej także pracownia konserwacji ceramiki. Pracownicy prowadzą działalność oświatową i popularyzującą archeologię.